# 里维耶尔 (加来海峡省)
里维耶尔（法語：Rivière，法語發音：[ʁivjɛʁ] ⓘ）是法国上法蘭西大區加来海峡省的一个市镇，属于阿拉斯区。

## 地理
里维耶尔（50°13'57"N, 2°41'22"E）面积11.9 平方千米，位于法国上法蘭西大區加来海峡省，该省份为法国北部沿海省份，西北濒北海，南至索姆省，东临北部省。
与里维耶尔接壤的市镇（或旧市镇、城区）包括：瓦伊、巴约尔瓦勒、巴瑟、博梅莱洛日、贝尔勒欧布瓦、布莱尔维尔、朗萨尔。

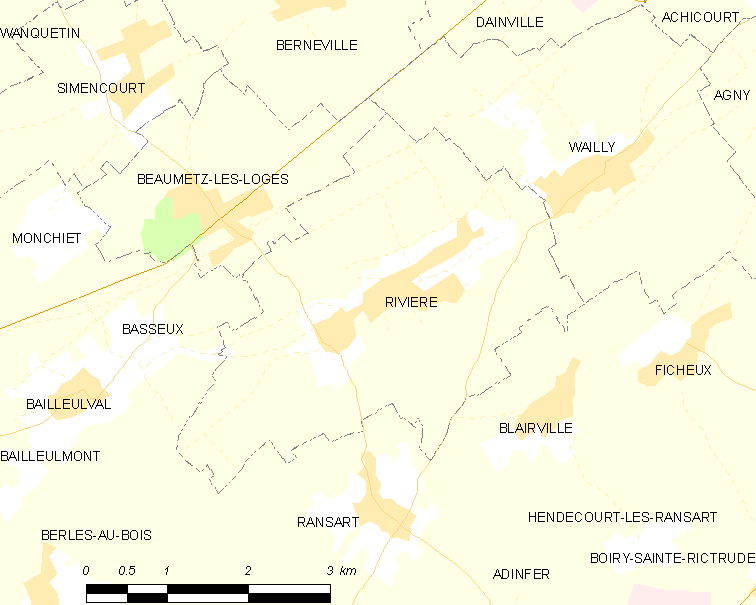
的OSM定位图

里维耶尔的时区为UTC+01:00、UTC+02:00（夏令时）。

## 行政
里维耶尔的邮政编码为62173，INSEE市镇编码为62712。

## 政治
里维耶尔所属的省级选区为阿韦讷勒孔特县。

## 人口

1962-2008年间人口变化图示

里维耶尔于2022年1月1日时的人口数量为1124人。